# Штайнмаур
Штайнмаур (нем. Steinmaur) — коммуна в Швейцарии, в кантоне Цюрих.
Входит в состав округа Дильсдорф. Население составляет 3482 человек (на 31 декабря 2017 года). Официальный код — 0101.
В состав коммуны входят населённые пункты Оберштайнмаур, Нидерштайнмаур, Шиблер и Зюникон.

## География
Имеет площадь 9,5 км2 . 57,1% территории коммуны используется в сельскохозяйственных целях, 29,5% занято лесами. Из оставшейся части заселены 12,9%, остальная же часть является непроизводительной (0,5%).

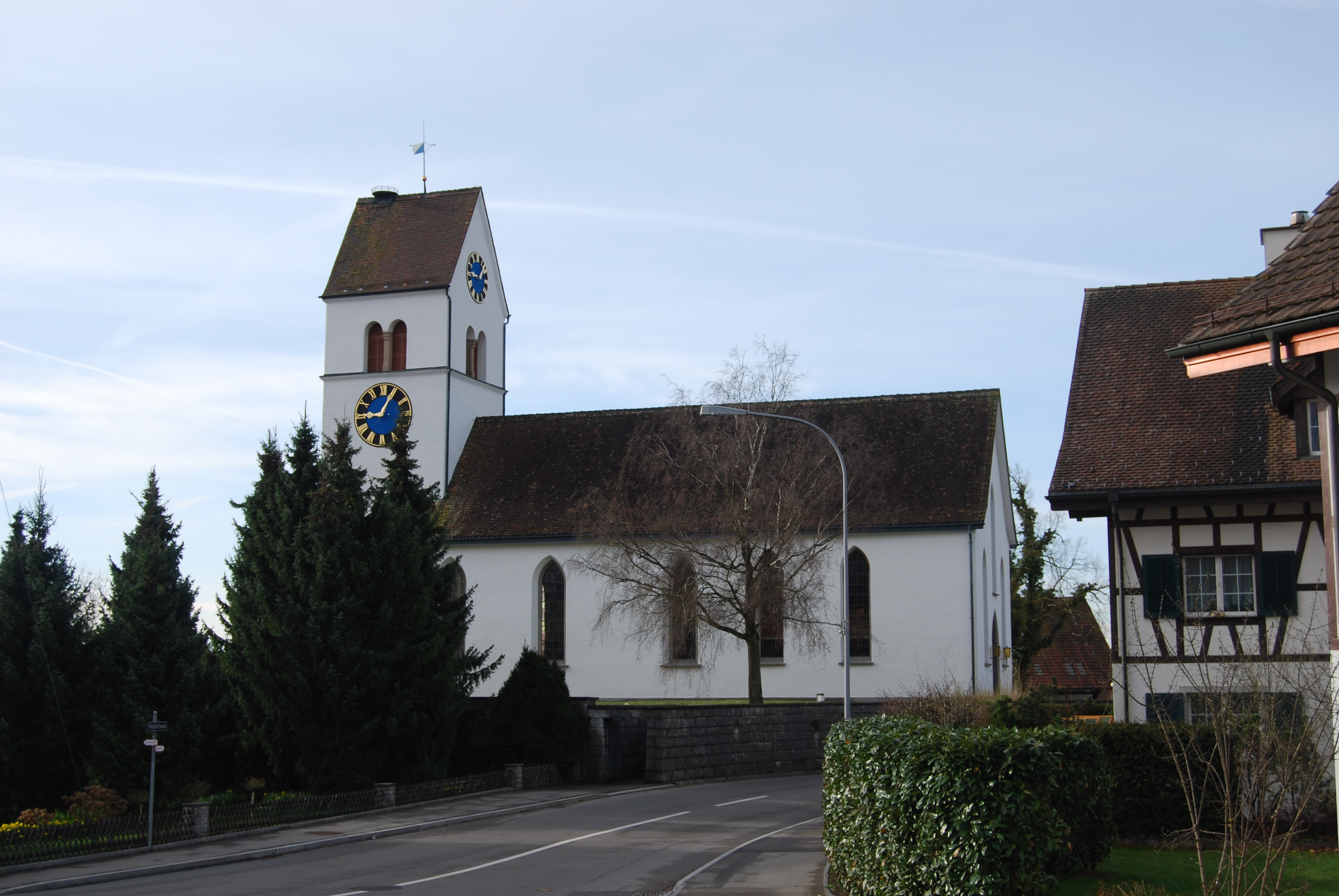
Штайнмаур